# As-Sajda

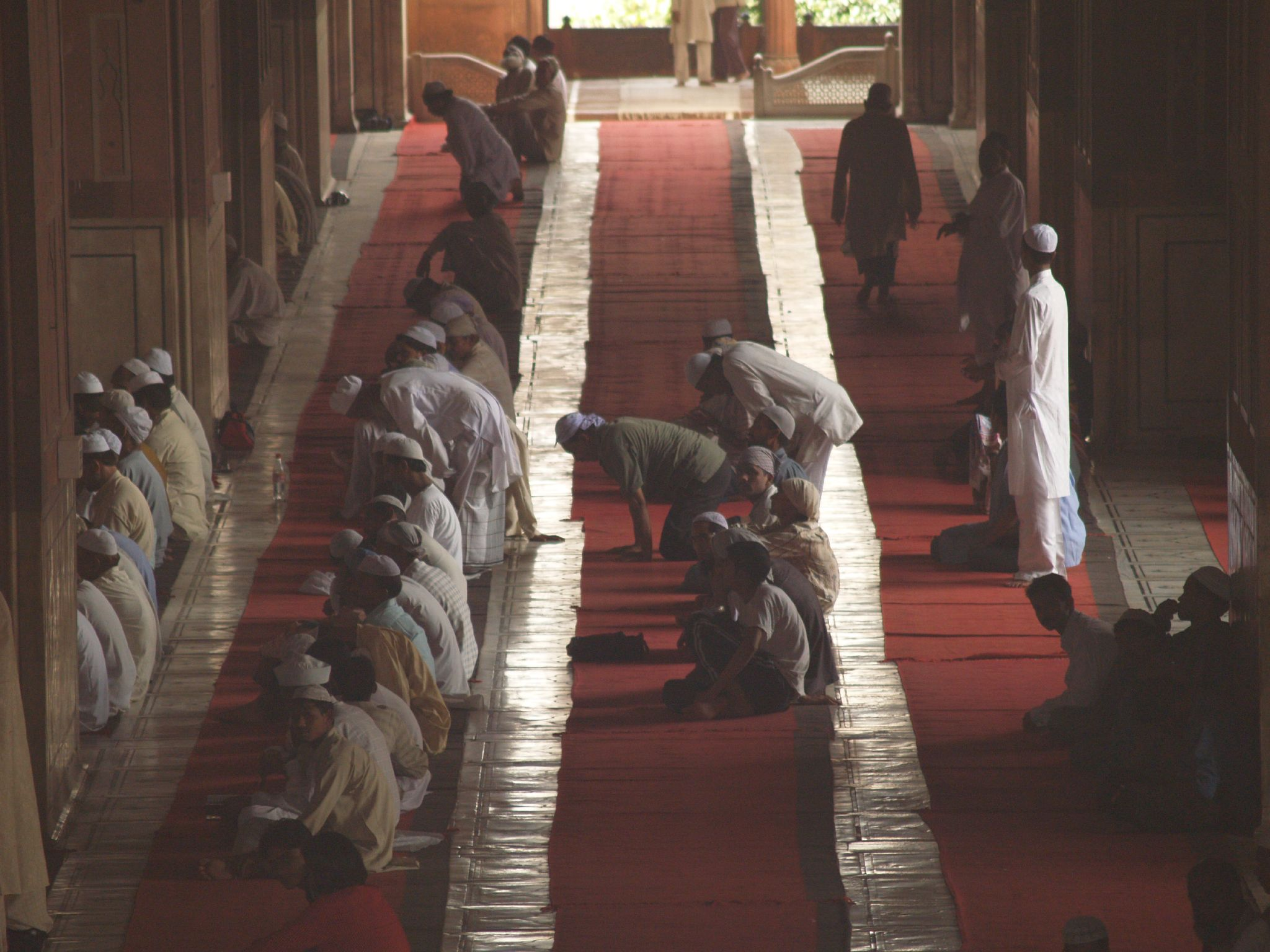
Muslimer utför salah (bön).

As-Sajda eller As-Sadjdah (arabiska: سورة السجدة ) ("Att falla ned i tillbedjan") är den trettioandra suran i Koranen med 30 verser (ayah). Suran handlar om sujūd, bön och tillbedjan.